# Атанасиос Русопулос
Атанасиос Русопулос (на гръцки: Αθανάσιος Ρουσόπουλος) е гръцки учен от XIX век, филолог и археолог, преподавател в Атинския университет.

## Биография
Русопулос е роден в костурското гръцко село Богатско, тогава в Османската империя, днес в Гърция. Учи в Истанбул и в Атинския университет. В 1847 година заминава със стипендия на Велиос да учи в Лайпциг, Берлин и Гьотинген литература и археология. В 1853 година се връща в Гърция и става преподавател по литература в Първа гимназия в Патра, на следната година става извънреден професор по археология в Атинския университет, а от 1860 година – редовен професор. 24 години преподава гръцки език в прочутото училище Ризарио. Също така преподава антична гръцка история в Техническия университет. След пенсионирането си се занимава с филологически и археологически проучвания.
Умира на 1 декември 1898 година. Баща е на химика Отон Русопулос и дядо на летеца Атанасиос Велудиос.
- Писмо на Русопулос до премиера Йоанис Колетис, 22 август 1845
- „Гръцка археология“, 1860
- „Органическа химия“, 1890